# 涅韦尔村委员会
涅韦尔村委员会（俄语：Неверский сельсовет）是俄罗斯联邦阿穆尔州斯科沃罗季诺区所属的一个村委员会。其下辖有2个居民点，行政中心为涅韦尔。据2016年统计，该村委员会的人口为1595人。